# Acartia pacifica
Acartia pacifica är en kräftdjursart som beskrevs av Adolphe Adolf Steuer 1915. Acartia pacifica ingår i släktet Acartia och familjen Acartiidae. Inga underarter finns listade i Catalogue of Life.